# Réunionská vlajka

Francouzská vlajka
Poměr stran: 2:3

Francouzská námořní vlajka
Poměr stran: 2:3
Poměr šířek: 30:33:37

Vlajka Réunionu je zároveň vlajkou Francie.
Réunion je ale i francouzským departementem (kód 974) a francouzským regionem. Oba tyto celky mají i svou vlajku. Tyto vlajky mají pouze lokální nebo turistický charakter.
Do roku 2003 proběhlo několik soutěží o návrh vlajky tohoto území.

Návrh Association Réunionnaise de Vexillologie (1975) – uváděna jako neoficiální vlajka
Návrh Association pour le Drapeau de la Réunion (1996)
Návrh Mouvman Lantant Koudmin (MLK) (1997)
Návrh Lorganizasyon popilèr po libèr nout peï (LPLP) (2008)